# سنة الوضوء
صلاة الوضوء هي: من صلاة النفل في الإسلام، وهما ركعتان مُستحبَّتان بعد كل وُضوء، ودليلُ مشروعيّتها ما رواه البخاري ومسلم في صحيحيهما من حديث
روي عن  عثمان بن عفان في صحيح البخاري و مسلم: 
| سنة الوضوء | : قال رسول الله ﷺ: مَنْ تَوَضَّأَ نَحْوَ وُضُوئِي هَذَا ثُمَّ قَامَ فَرَكَعَ رَكْعَتَيْنِ لَا يُحَدِّثُ فِيهِمَا نَفْسَهُ غُفِرَ لَهُ مَا تَقَدَّمَ مِنْ ذَنْبِهِ.، حديث صحيح. | سنة الوضوء |

## وقتها
تُصَلَّى بعد الفراغ من الوضوء؛ قال ابن تيمية: «وَيُسْتَحَبُّ أَنْ يُصَلِّيَ رَكْعَتَيْنِ عَقِبَ الْوُضُوءِ وَلَوْ كَانَ وَقْتَ النَّهْيِ، وَقَالَهُ الشَّافِعِيَّةُ»

## فضلها
روي عن أبو هريرة في صحيح البخاري: 
| سنة الوضوء | : «أَنَّ النَّبِيَّ ﷺ قَالَ لِبِلَالٍ عِنْدَ صَلَاةِ الْفَجْرِ: "يَا بِلَالُ حَدِّثْنِي بِأَرْجَى عَمَلٍ عَمِلْتَهُ فِي الْإِسْلَامِ فَإِنِّي سَمِعْتُ دَفَّ نَعْلَيْكَ بَيْنَ يَدَيَّ فِي الْجَنَّةِ: قَالَ: مَا عَمِلْتُ عَمَلًا أَرْجَى عِنْدِي أَنِّي لَمْ أَتَطَهَّرْ طَهُورًا فِي سَاعَةِ لَيْلٍ أَوْ نَهَارٍ إِلَّا صَلَّيْتُ بِذَلِكَ الطُّهُورِ مَا كُتِبَ لِي أَنْ أُصَلِّيَ»، حديث صحيح | سنة الوضوء |